# دادسويل (كيبك)
دادسويل (بالإنجليزية: Dudswell, Quebec)‏ هي بلدية محلية في كيبيك تقع في كندا في Le Haut-Saint-François Regional County Municipality. يقدر عدد سكانها بـ 1,771 نسمة ومساحتها 223.70 كم2 .